# Fillinges

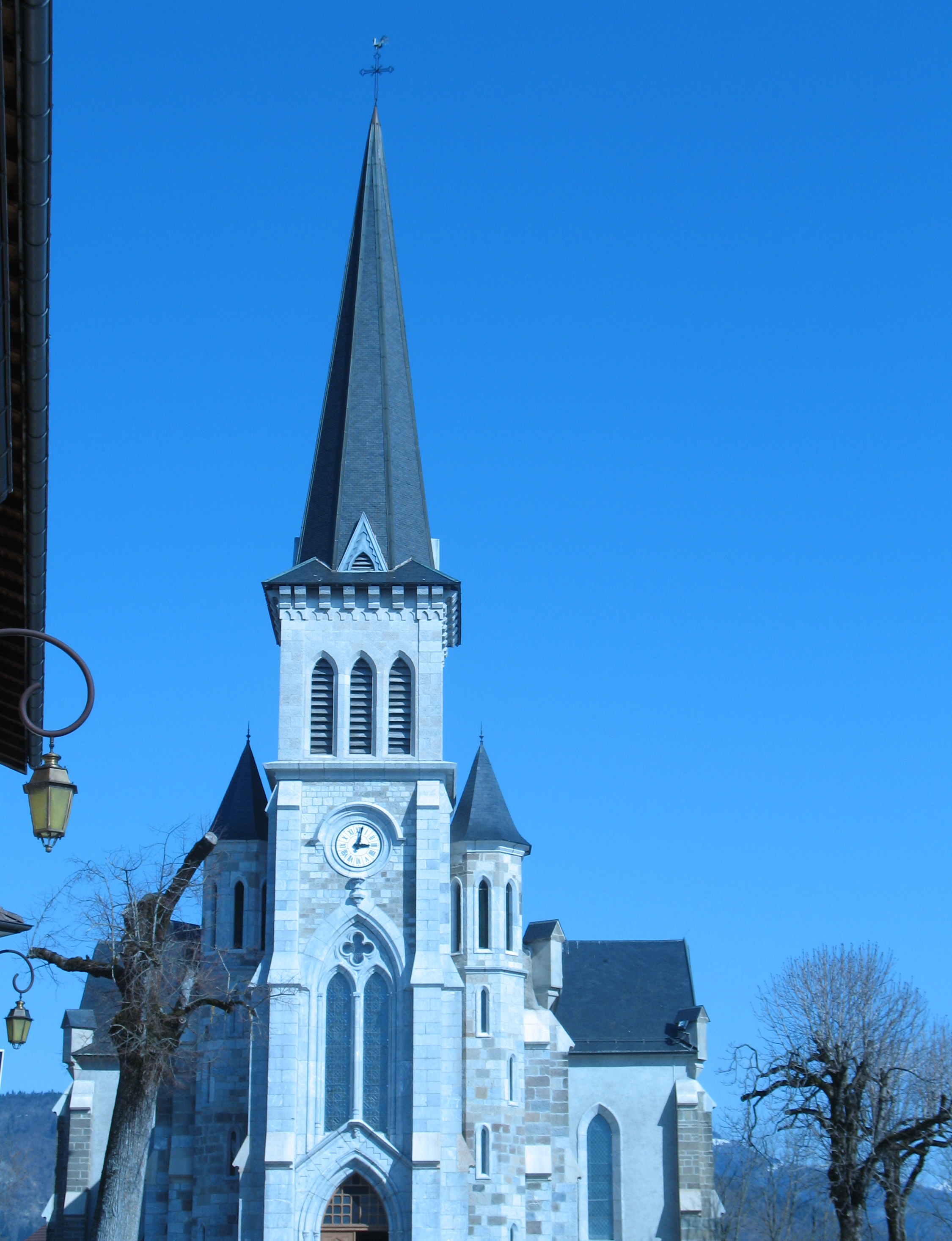
Kościół św. Wawrzyńca w Fillinges (2009)

Fillinges – miejscowość i gmina we Francji, w regionie Owernia-Rodan-Alpy, w departamencie Górna Sabaudia.
Według danych na rok 1990 gminę zamieszkiwało 2005 osób, a gęstość zaludnienia wynosiła 172 osoby/km² (wśród 2880 gmin regionu Rodan-Alpy Fillinges plasuje się na 436. miejscu pod względem liczby ludności, natomiast pod względem powierzchni na miejscu 999.).